# Kostel svatého Linharta (Horní Studénky)
Kostel svatého Linharta v Horních Studénkách je renesanční stavba z 16. století. Poutní areál kostela obklopeného zděnými ambity byl v roce 1958 zapsán na seznam kulturních památek.

## Historie
Kostel, původně mariánský, v 16. stol. českobratrský, později zasvěcený sv. Leonardovi (Linhartovi), byl zřejmě postaven brzy po založení obce, neboť už v roce 1481 zde na žádost pana Dálčického z Dálčic povolil biskup Jan z Varadína samostatnou duchovní správu. Podle sběrací listiny z r. 1651 byl původní kostel již zchátralý, a proto byla vyhlášena sbírka na stavbu nového kostela. Stavba byla dokončena v r. 1666, i když první mše se zde sloužila již v roce 1655. Na věž byl zavěšen ze starého kostela zvon s letopočtem 1568, který však byl během 1. světové války zrekvírován. Kostel se stal významným poutním místem a pro ochranu poutníků před nepřízní počasí byl v r. 1734 kolem kostela zbudován ambit. Fara v dnešní podobě stojí od r. 1788.
V roce 1977 byla na kostele položena nová střecha a opraveny věžní hodiny z roku 1898. V roce 1980 byla zahájena oprava ambitů kolem kostela. V devadesátých letech 20. století byla provedena oprava fasády kostela i ambitů a do věže byly pořízeny dva nové zvony. 

## Popis

### Areál
Areál kostela se hřbitovem stojí uprostřed obce Horní Studénky. Kostel obklopuje ambit zbudovaný na půdorysu protáhlého osmiúhelníku. Směrem ke kostelu je otevřen sledem půlkruhových arkád nesených hranolovými pilíři. Před vstupní branou v ohradní zdi stojí klasicistní kříž z r. 1814 s plastickým korpusem Krista a s figurou Panny Marie a andílky na podstavci.

### Kostel
Orientovaná jednolodní stavba obdélného půdorysu s odsazeným, trojboce ukončeným kněžištěm, k jehož jižní straně přiléhá čtyřboká sakristie. Kněžiště a boční zdi lodi jsou podepřeny jednou odstupněnými pilíři. V západní části je přistavěna hranolová věž, kterou se vchází do kostela prostřednictvím vchodu s pískovcovým ostěním. Zastřešení věže je cibulové s lucernou a makovicí. K severní zdi věže je přistavěno schodiště s pultovou stříškou a vchodem s pískovcovým portálem. Kněžiště i loď jsou zaklenuty valenou klenbou se štukovými žebry a hodnotnou štukovou výzdobou stropu.  V západní části lodi je na třech arkádách postavena zděná kruchta s varhanami, které byly pořízeny počátkem 19. století. Stavitelem byl Jan Kuttler z Vidnavy, v roce 1940 byly opraveny firmou Jan Tuček z Kutné Hory. 
Zařízení obsahuje volně umístěnou rustikální, 90 cm vysokou, dřevořezbu sv. Linharta asi ze 17. století. 